# Sarcoptidae
Sarcoptidae ist eine Familie der Milben mit 17 Gattungen und 117 Arten. Alle leben parasitisch und halten sich permanent auf ihrem Wirt auf. Bekanntester Vertreter ist die Krätzemilbe Sarcoptes scabiei. 
Sarcoptidae sind astigmate Milben mit einem runden, bauchseitig etwas abgeflachten Körper. Das erste Beinglied (Coxa) ist in den Körper eingesunken, so dass die Beine nur wenig, das letzte Beinpaar meist gar nicht seitlich über den Körper hinausragen. Das Sohlenläppchen (Empodium) ist klauenförmig und die Haftlappen (Pulvillen) entspringen einem stielartigen Prätarsus.
Zur Familie gehören drei Gattungen:
- Chirophagoides
- Notoedres und
- Sarcoptes.